# Brodhead (Colorado)
Brodhead è una città fantasma degli Stati Uniti d'America della contea di Las Animas nello Stato del Colorado.

## Storia
Brodhead era una città mineraria costruita e di proprietà di una società formata da tre fratelli: Henry C. Brodhead (Presidente), Albert G. Brodhead (Vicepresidente) e Robert S. Brodhead (Segretario e General Manager). La Società operò tra la fine del 1890 e la metà degli anni '60.

## Estrazione mineraria intorno a Brodhead
Vi erano le seguenti miniere nel canyon: 
| Nome miniera (nota anche come) | Proprietario       | Periodo                         |
| ------------------------------ | ------------------ | ------------------------------- |
| Brodhead # 1                   | Brodhead Coal Co   | 1949-1951                       |
| Brodhead # 2 (Alfreda)         | Vasquez e Veglia   | 1947-1950                       |
|                                | Brodhead Coal Co   | 1950-1958                       |
| Brodhead # 3 (Las Animas)      | Las Animas Coal Co | 1900-1911, 1917-1919            |
| Brodhead # 4a                  | Brodhead Coal Co   | 1958-1965                       |
| Brodhead # 9 (Temple # 9)      | Temple Fuel Co     | 1911-1939                       |
| Brodhead # 10 (Alta)           | Temple Fuel Co     | 1911-1913, 1917-1919, 1920-1922 |
| Brodhead # 11 (Alta)           | Temple Fuel Co     | 1911-1913, 1917-1919, 1920-1922 |